# Señorío de la Villa del Cerro

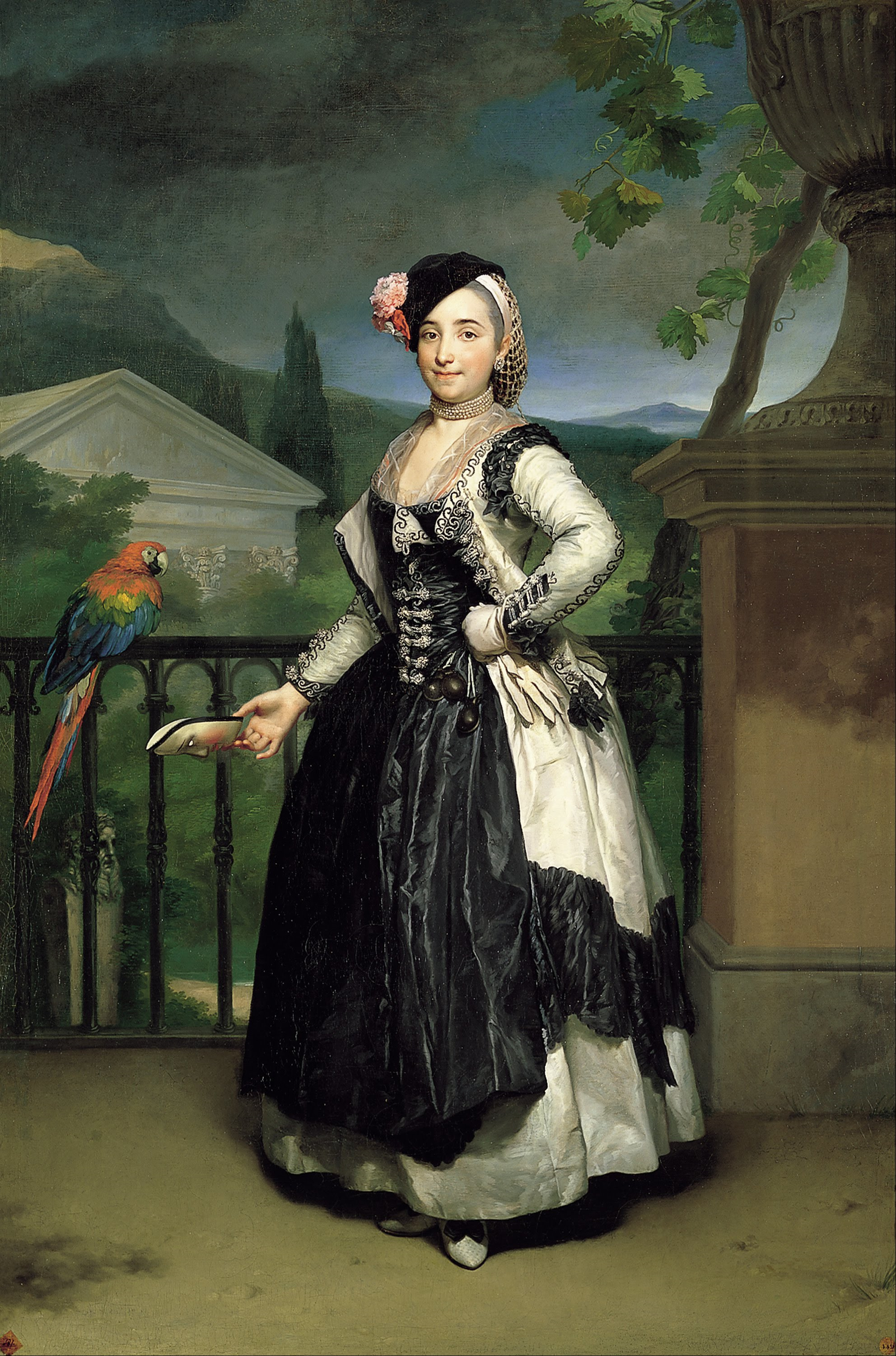
Marquesa de Llano, de Anton Raphael Mengs. (1775) Descendiente de los segundos señores de la villa de Cerro

El Señorío de la Villa del Cerro, independiente de los Señores de Valdés, que se localizaba en el actual término municipal de La Roda de Albacete (La Mancha - España), en la actual villa solariega de la Casa de El Cerro. Por lo que, en las inmediaciones de esta aldea quedaba en pie, hasta no hace muchos años, junto al camino que conduce a Valtenebroso, un fragmento de la picota o rollo. Era precisamente el símbolo de señorío jurisdiccional, y nunca desempeñó otro papel. Existe una creencia popular que allí se ajusticiaba a los reos, pero que es absolutamente infundada, pues no consta, historiográficamente, proceso ni ejecución alguna.
En lo eclesiástico, la villa de El Cerro fue un anejo de la parroquial de La Roda, siendo el primer capellán nombrado para la atención pastoral de sus feligreses el presbítero Julián Marqués. Entre los sacramentos administrados en la capilla de Valtenebroso, registrados en los libros de La Roda, figura el matrimonio celebrado el 12 de febrero de 1751, de Martín Parreño Chaves y Ruiz de Alarcón y María Jesús de Arce Ayala Valdés y Fernández de Córdoba (hija de los segundos señores de la villa), padres de Isabel Parreño Ruiz de Alarcón Arce y Valdés, marquesa de Llano al matrimoniar con el embajador español en Viena a finales del siglo XVIII.

## Historia: orígenes y conflictos de expansión
El Señorío independiente de la Villa de El Cerro, se funda en 1681, por venta real del rey Carlos III a Don Bernardino Valdés Girón, del Consejo de Su Majestad y del de Indias (tal vez por alguna deuda personal). De este modo, la aldea de El Cerro formó parte de un mayorazgo que había recaído en la persona del que pasó a ser primer señor de la villa de esta denominación; y también del heredamiento de Valtenebroso que era un vínculo fundado por Diego Pérez de Oviedo y Valdés, del que era poseedor. 
El Ilmo. Sr. D. Bernardino Valdés y Girón, del Consejo de su Majestad y del de Indias, obtuvo del rey Carlos, por Real Cédula despachada el año de 1673, la gracia de cerrar y acotar el heredamiento denominado Valtenebroso, con las casas de Juan Martínez, de Peinado, del Monte y del Cerro, señalándose y amojonándose judicialmente los límites contenidos en la Real Cédula [...] A que sobrevino que después, en 1681, el rey vendió a dicho D. Bernardino la jurisdicción civil, criminal, señorío y vasallaje de la aldea del Cerro pagando éste la suma de 1.800 ducados de plata doble por el cuarto de legua cuadrada que, aproximadamente, medían las tierras comprendidas en ella. Se dio comisión por el Consejo de Hacienda para que, constando la propiedad de Valdés, se le concediese la jurisdicción como villa independiente amojonándose sus límites con los de La Roda y demás circundantes, haciéndose la medición por Juan García del Castillo y la entrega, en nombre del rey, por el alcalde mayor de San Clemente.
En estos términos cerrados, además de las posesiones o usufructos de los instituidos señores, podían incluirse propiedades de terceros. En El Cerro, aparte de los heredamientos citados, consta en el Catastro de Ensenada que había comprendidas tierras de la obra pía del paraje de La Coscoja, de Ginés de Reíllo en Mata Hermosa, de Bernardo Caballero en Casa Luciana y de Pedro Peinado, presbítero de Minaya. Esta circunstancia redundaba en franca extorsión de los propietarios que tropezaban con lógicas trabas en el acceso libre a sus fincas, cuyo aprovechamiento de pastos, aguas, leña y montes correspondía al titular del señorío.
Uno de ellos, Juan Marchante de Perona, compareció el 2 de marzo de 1676 ante el Consejo de S. M. Carlos III, como poseedor de un mayorazgo fundado por Juan Sánchez Marchante sobre un heredamiento denominado Casa de Antonio Rubio (Marchante), incluido dentro del término acotado y cerrado en la villa de El Cerro. Ante las dificultades que surgían a Marchante para las labores de sus fincas, circundadas por todas partes por las de la jurisdicción de El Cerro, propiedad de Valdés, solicitaba de S. M. la permuta del heredamiento de Antonio Rubio (330 almudes, casas y dos pozos de agua) por varios cebadales en término de La Roda, más próximos a la villa y de mejor calidad. Se autorizó la permuta por escritura del 3-3-1676 ante el escribano Jerónimo de Espinar.
Estas situaciones de privilegio también conllevaban el peligro de extralimitaciones por parte de los señores valiéndose de su prepotencia:
Los Valdeses para esta intrusión violenta y maliciosa no habían tenido otro título que la protección y auxilio que han logrado en esta villa de los poderosos y magnates con los que han estado enlazados, los cuales han contenido cualquier pretensión o movimiento contrario a ellos, causando gran dolor ver que se haya permitido por esta villa que tan a cara descubierta y sin el menor derecho hayan disfrutado y disfruten de lo que no les corresponde y entrando en este término su jurisdicción, cuando por Leyes Reales está mandado a los jueces cuiden que se mantengan ilesos sus territorios y que los vecinos disfruten sus comunes derechos, cuyos resortes de felicidad se han abandonado por esta villa contemplando a los poderosos que en tiempos se empeñaron en obsequiar tan injustamente a los señores del Cerro.
Entre María Ana Isabel de Aguirre Álava y Santamaría, esposa de Bernardino Valdés, y el sobrino de éste, el licenciado Diego Valdés Montoya y Araque, vecino de Pozo Amargo, Gobernador General de las Reales Minas de Almadén, que pasó a ser segundo señor de la villa de El Cerro al morir el primero sin sucesión, se promovió pleito por desacuerdo en los derechos hereditarios, el cual se resolvió por concordia entre las partes:
Se formó pleito que pasaba en la Villa y Corte de Madrid y considerando que de proseguirlo, demás de ocasionarse muchos gastos, era inconveniente el que sucediese entre personas de su obligación, pudiéndose originar disensiones cuando deseaban la paz, quietud y buena correspondencia que antes habían tenido, considerando que estas circunstancias no era bien ocurriesen por materia de interés, conformaron en comprometerse, como en efecto se comprometieron, en las dudas y pretensiones deducidas de dicho pleito en los dos abogados que lo trataban que al fin, como jueces-árbitros, determinasen en ellos.
La citada María Ana Aguirre fundó, por escritura otorgada en Madrid en 1699, una capellanía con obligación de que se dijese misa en el oratorio de Valtenebroso todos los días festivos y advocaciones de la Virgen: Tocando la campana por todo el tiempo competente para que todos los fieles cristianos acudan a su noticia.

## Fin del Señorío

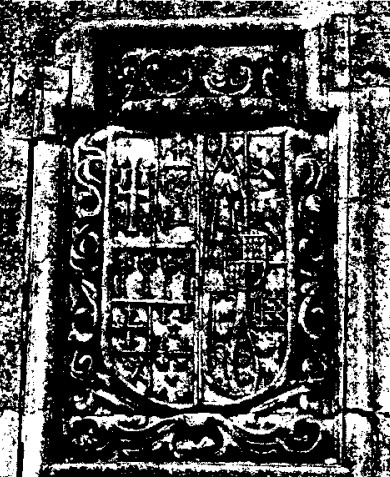
Escudo de armas de los Valdés Girón que preside la portada principal de Valtenebroso. (S. XVII).

En el año 1752 la villa de El Cerro tenía cinco aldeas y la habitaban once vecinos. Era alcalde Miguel Bonilla.
El 25 de septiembre de 1783 el alcalde de La Roda D. Leonardo José de Arce y Pando elevó recurso al Gobernador de Cuenca haciendo constar que el entonces poseedor del villazgo D. Tomás Valdés, avecindado en Infantes, ejercía este privilegio sobre una extensión de treinta y nueve millones de varas cuadradas por haber incluido en el término cerrado otras propiedades adquiridas por él y sus antepasados, desplazando el amojonamiento en contra de la Real Cédula y apropiándose de tierras realengas de monte y carrascales que había arruinado vendiendo las leñas en su provecho.
Tal extralimitación suponía un evidente perjuicio para los Propios de la villa al serles usurpados aprovechamientos y derechos de tránsito de una considerable extensión de terrenos pertenecientes al común.
Pero el fin de este Señorío llegó, a igual que el del resto de los existentes en España, en 1837; las Cortes de Cádiz suprimían los señoríos, siendo en este año promulgada la definitiva Ley. Si bien, aunque quedaba extinguido el Señorío de la villa de El Cerro, los propietarios podían seguir conservando la posesión de las fincas y su título nobiliario, pero reintegrándolas al término municipal de La Roda, con plena jurisdicción sobre este territorio acotado durante casi siglo y medio.
- Datos: Q6126734